# Polemon II. Pontski
Mark Antonij Polemon Pitidor, znan tudi kot Polemon II. Pontski in Kilikijski (starogrško Μάρκος Ἀντώνιος Πολέμων Πυθόδωρος, latinizirano: Márkos Antónios Polémon Pythódoros) je bil vladar Bosporja, Ponta, Kilikije in Kapadokije in rimski klientski kralj Ponta, Kolhide in Kilikije, * 12/11 pr. n. št., † 74 n. št. 
Pontska kraljeva družina je bila mešanega anatolskega, grškega in rimskega porekla. Njegova stara mati po očetovi strani ni znana, njegova stara mati po očetovi strani pa bi lahko bila Trifena. Njegov stari oče  po očetovi strani je bil Zenon, ugleden govornik, aristokrat in zaveznik rimskega triumvirja Marka Antonija. Njegova stara starša po materini strani sta bila  Pitodor iz Trala, bogat Grk in Pompejev prijatelj, in Antonija.   
Polemon II. je bil drugi sin pontskih vladarjev Polemona Pitodorja in Pitodoride Pontske. Njegov najstarejši brat Zenon, znan tudi kot Artaksij III.,  je bil rimski klientski kralj Armenije. Njegova najmlajša sestra je bila Antonija Trifena, poročena s Kotisom VIII., kraljem Trakije. 
Po stari materi po materini strani je bil neposredni potomec Marka Antonija in njegove druge žene Antonije Hibride. 
Polemon II. je bil edini znani moški potomec Marka Antonija z njegovim imenom. Drugi moški potomec Marka Antonija s podobnim imenom je bil je bil konzul Kvint Haterij Antonin.  
Polemonov vnuk je bil sofist Polemon iz Laodikeje.

## Vladanje
Oče Polemona II. je umrl leta 8 pr. n. št. Njegova mati se je nato poročila s kapadoškim kraljem Arhelajem in družina se je preselila v Kapadokijo, kjer so Polemon II. in njegovi bratje in sestre odraščali na očimovem dvoru. Arhelaj je umrl leta 17, nakar sta se Polemon II. in njegova mati vrnila v Pont. Od 17. do 38. leta je Polemon II. živel kot meščan Ponta in pomagal svoji materi pri upravljanju kraljestva. Ko je leta 38 njegova mati umrla, jo je nasledil Polemon II. kot edini vladar Ponta, Kolhide in Kilikije. 
Po častnem napisu v Kiziku iz leta 38 je Polemon II. sodeloval na lokalnih igrah v Kiziku, prirejenih v čast Juliji Drusili, pokojni sestri cesarja Kaligule. Polemon je s svojo prisotnostjo izrazil zvestobo cesarju in rimski državi. Z drugim rimskim klientskim kraljem, Antiohom IV. Komagenskim, je Polemon II. leta 47 v Kilikiji organiziral atletske igre v čast cesarja Klavdija. Oba kralja sta bila naklonjena cesarju in mu nudila  pomembne storitve. 
Neron je Polemona II. je leta 62 n. št. prisilil, da se je odrekel pontskemu prestolu. Pont, vključno s Kolhido, je postal rimska provinca. Od takrat do svoje smrti je Polemon II. vladal samo v Kilikiji. 
Polemon II. je mesto Fanizan (sodobna Fatsa, Turčija) po sebi preimenoval v Polemonij. 

## Zakonski zvezi
Okoli leta 50 sta Polemona II. pritegnila bogastvo in lepota judejske princese Julije Berenike, ki jo je spoznal v Tiberiji med obiskom kralja Heroda Agripe I. Berenika se je želela poročiti s Polemonom II., da bi prekinila govorice, da sta ona in njen brat zagrešila incest. Berenika je ovdovela leta 48, ko je umrl njen drugi mož, njen stric Herod iz Halkide. Z njim je imela dva sinova, Berenicijana in Hirkana. Berenika je postavila pogoj, da se mora Polemon II. pred poroko spreobrniti v judovstvo, kar je vključevalo obred obrezovanja. Polemon II.  je v to privolil in poroka je stekla. Zakon ni trajal dolgo in Berenika je s svojima sinovoma zapustila Pont in se vrnila na bratov dvor. Polemon II. je opustil judovstvo in po legendi apostola Bartolomeja sprejel krščanstvo. 
Neznano kdaj, morda po zgodnjih 50. letih, se je Polemon II. poročil s princeso Julijo Mameo, iz sirskega rimskega klientskega kraljestva Emesa. Mamea je bila asirskega, armenskega, grškega in medijskega porekla. Okoliščine, zaradi katerih se je Polemon II. poročil z njo, niso znane. Mamea je po poroki postala kraljica Ponta, Kolhide in Kilikije. 
Razmerje med Polemonom II. in Mamaeo ni znano. Njeno ime in identiteto razkrivajo ohranjeni bronasti kovanci, ki so izjemno redki, saj so znani samo trije primerki.  Na teh kovancih je napisan njen kraljevi naslov ΙΟΥΛΙΑΣ ΜΑΜΑΙΑΣ ΒΑΣΙΛΙΣΣΗΣ (IULIAS MAMAIAS VASILISSIS, kraljice Julije Mamee). Kovanci so datirani v drugo polovico vladavine Polemona II. od leta 60 do 74. 
Fragmentarni napis iz Amfipolisa v Grčiji kaže, da je Mamea Polemonu II. morda rodila dva sinova, Polemona in Remetalka Filocezarja.

## Zapuščina
Polemon II. naj bi bil prek Palemonidov praoče litovskega plemstva. 